# ندیم صباغ
ندیم صباغ (عربی: نديم صباغ؛ زادهٔ ۴ اوت ۱۹۸۵) یک ورزشکار اهل سوریه است.
از باشگاه‌هایی که در آن بازی کرده‌است می‌توان به باشگاه ورزشی الزورا، باشگاه فوتبال تشرین سوریه، الجیش سوریه، باشگاه ورزشی اربیل، و تیم ملی فوتبال سوریه اشاره کرد.
وی همچنین در تیم ملی فوتبال سوریه بازی کرده است.